# The House (album Katie Meluy)
The House – czwarty album studyjny wokalistki Katie Meluy. Wydawnictwo ukazało się 24 maja 2010 roku nakładem wytwórni muzycznej Dramatico. Płytę poprzedził wydany 17 maja 2010 roku singel w formie digital download pt. The Flood. Do utworu został zrealizowany również teledysk.
Nagrania Melua zrealizowała w londyńskich Air Studios we współpracy z producentem muzycznym Williamem Ørbitem. 8 września 2010 roku album uzyskał w Polsce status platynowej płyty sprzedając się w nakładzie 20 000 egzemplarzy.

## Lista utworów
Opracowano na podstawie materiału źródłowego.
1. "I'd Love to Kill You" (Katie Melua, Guy Chambers) - 2:57
2. "The Flood" (Melua, Chambers, Lauren Christy) - 4:03
3. "A Happy Place" (Melua, Chambers) - 3:27
4. "A Moment of Madness" (Melua, Chambers) - 3:47
5. "Red Balloons" (Melua, Polly Scattergood) - 4:20
6. "Tiny Alien" (Melua, Chambers) - 4:36
7. "No Fear of Heights" (Melua) - 2:53
8. "The One I Love Is Gone" (Bill Monroe) - 3:38
9. "Plague of Love" (Melua, Rick Nowels) - 3:26
10. "God on the Drums, Devil on the Bass" (Melua, Mike Batt) -  3:48
11. "Twisted" (Melua, Nowels) - 3:44
12. "The House" (Melua) - 5:00

## Twórcy
Opracowano na podstawie materiału źródłowego.
- Katie Melua - śpiew, gitara
- Henry Spinetti - perkusja
- Luke Potashnick - gitara
- Steve Donnelly - gitara
- Tim Harries - gitara basowa
- Arden Hart - instrumenty klawiszowe

## Pozycja na listach
| Lista               | Kraj            | Pozycja |
| ------------------- | --------------- | ------- |
| OLiS                | Polska          | 1       |
| Sverigetopplistan   | Szwecja         | 10      |
| SNEP                | Francja         | 5       |
| MegaCharts          | Holandia        | 3       |
| YLE                 | Finlandia       | 15      |
| Schweizer Hitparade | Szwajcaria      | 1       |
| Ultratop 50         | Belgia          | 3       |
| VG-Lista            | Norwegia        | 3       |
| PROMUSICAE          | Hiszpania       | 34      |
| Ö3 Austria Top 40   | Austria         | 3       |
| UK Albums Chart     | Wielka Brytania | 4       |